# トモグラフィック復元
トモグラフィック復元とは断層撮影において取得されたデータを基に高速フーリエ変換等のアルゴリズムを用いて断層を再構成する手法。

## 概要
CT画像再構成法は解析的再構成法、代数的再構成法、統計的再構成法に大別され、逆投影法は解析的再構成法に分類され、逐次近似画像再構成法は代数的再構成法と統計的再構成法に分類される。
これまでCT画像再構成法の主流はフィルタ補正逆投影法（filtered back projection：FBP法）であったが、近年では画像ノイズ低減効果やアーチファクト低減効果が期待される逐次近似画像再構成法（iterative reconstruction：IR法）が増えつつある。
逆投影法（Back projection）
逆投影法では1回の計算で解(再構成像)が求まる。
逐次近似画像再構成法（Iterative reconstruction）
逐次近似法は最初に初期画像を仮定してこの画像から計算で作成した投影(順投影)と実測投影との整合性を反復計算によって高めていく手法で、反復計算により計算時間を多く必要とするものの、コンピュータの高速化に伴って統計雑音の性質、装置の分解能、被写体の滑らかさなどの事前情報などを式中に組み込める柔軟性や近年発展の著しい圧縮センシング理論を取り入れることにより徐々に増えつつある。

## 平行ビームを用いる場合
平行に入射したX線の強度を検出して画像化する。初期のCTで使用された。

## 円錐ビームを用いる場合
斜めに入射したX線の強度を検出して画像化する。